# Erinnerungen an die Unterentwicklung
Erinnerungen an die Unterentwicklung (Spanisch: Memorias del subdesarrollo) ist ein kubanischer Film, der 1968 unter der Regie von Tomás Gutiérrez Alea gedreht wurde. Es basiert auf dem gleichnamigen Roman von Edmundo Desnoes.
Der Film wurde 9 Jahre nach der Kubanischen Revolution gedreht, die die politischen, wirtschaftlichen und kulturellen Verhältnisse in ganz Kuba veränderte, beschreibt aber, dem Roman folgend, den Zeitraum kurz nach dem Sturz des Diktators Fulgencio Batista, während dem die Bourgeoisie das Land verließ, da sie um ihren Besitz und um ihre Privilegien fürchtete. 
Der Film erhielt verschiedene Auszeichnungen und kam auf Platz 146 der Liste der besten Filme aller Zeiten in der 2012 veranstalteten Umfrage der Zeitschrift Sight & Sound des British Film Institute. Darüber hinaus wurde er von der New York Times als einer der besten zehn Filme von 1968 eingestuft.

## Handlung
Genau wie der Roman, zeigt der Film einen inneren Monolog mit Blick auf die Straße und die Leute. Es ist eine ironische und introspektive Geschichte über die Widersprüche des Hauptdarstellers, Sergio Carmona Mendoyo, ein aufstrebender bürgerlicher Schriftsteller, der sich dafür entscheidet in Kuba zu bleiben, obwohl seine Frau, seine Eltern und seine Freunde wegen der Revolution nach Miami geflohen sind.
Sergio reflektiert die Veränderungen während der kubanischen Revolution bis zur Kuba-Krise, die Auswirkungen des Lebens in einem, wie er es nennt, unterentwickelten Land und seine Beziehungen zu den Freundinnen Ana und Elena. Erinnerungen an die Unterentwicklung zeigt eine persönliche Geschichte von unwichtigen Ergebnissen während der atemberaubenden Tage der kubanischen Revolution, als die sozialen Widersprüche ihren Höhepunkt hatten.
Der Film erzählt seine Handlung durch ein fragmentiertes Narrativ, das der Funktion von Erinnerungen ähnelt. Der Film enthält dokumentarische Montagen von Protesten und politischen Treffen und diese werden auf Sergios Erzählung reproduziert, um die Mehrdeutigkeiten der Revolution aufzudecken. Desnoes schrieb in Cine Cubano über die Figur Sergio: „Seine Ironie, seine Intelligenz ist ein Verteidigungsmechanismus, der es verhindert, ihn in der Realität involviert zu haben.“

## Details der Produktion

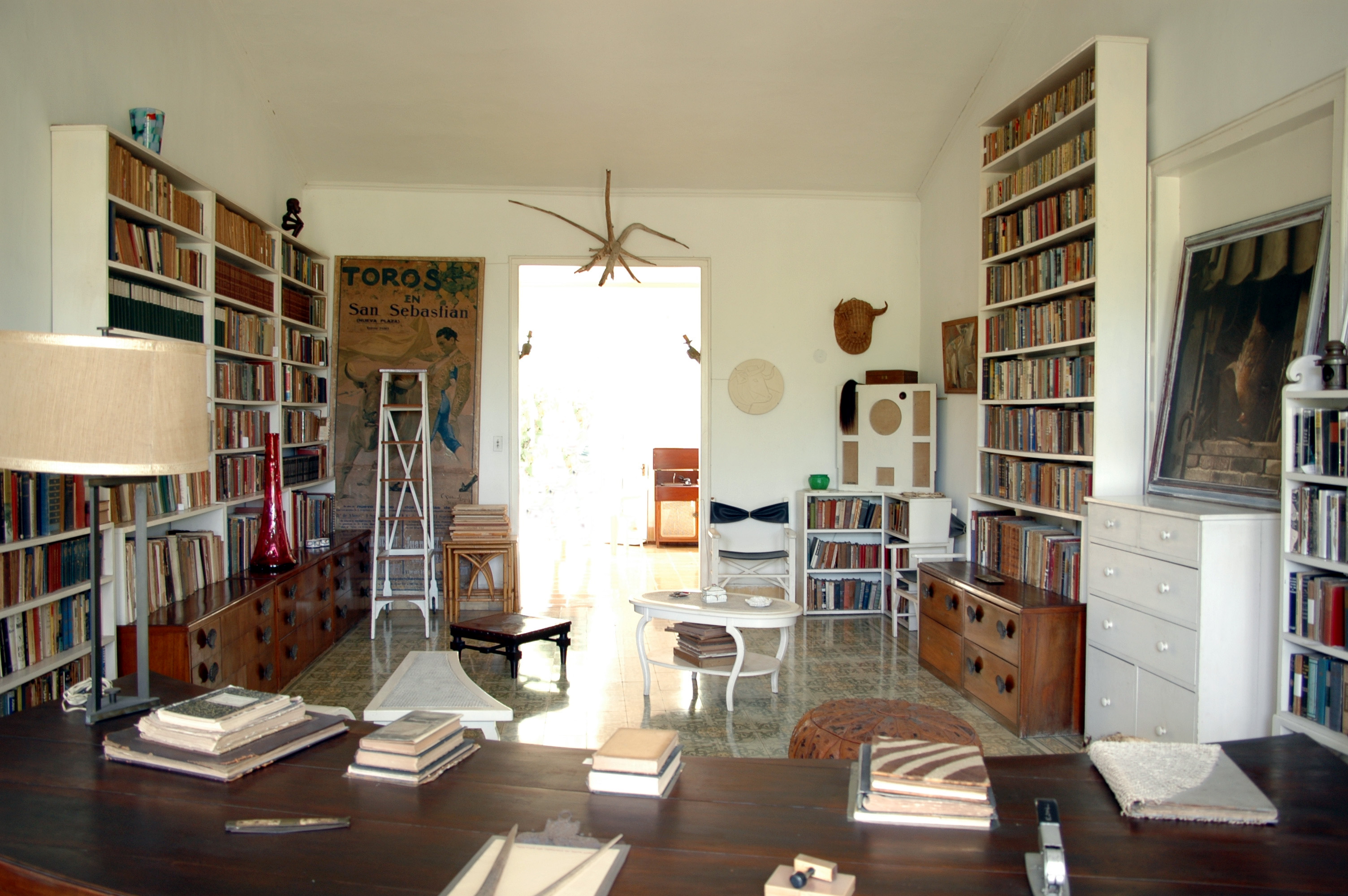
Sergio besucht Finca Vigía, das kubanische Haus von Ernest Hemingway. Während er über Hemingways Einstellung zu Kuba reflektiert, ist Elena gelangweilt von "toten Tieren und Büchern."

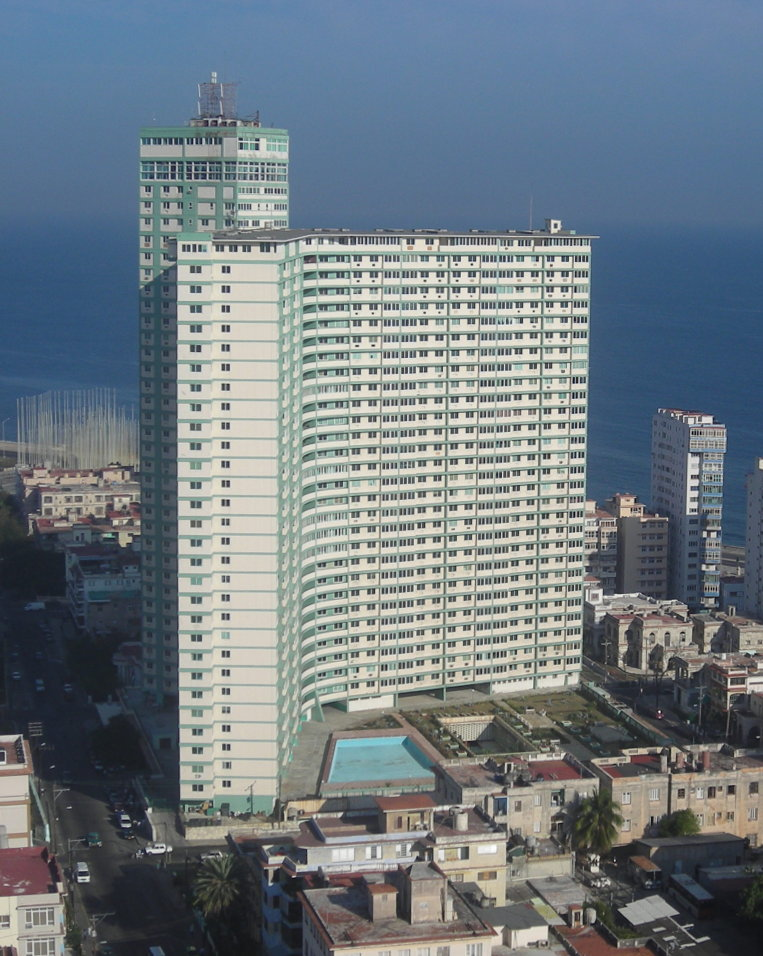
Das Apartment, wo Sergio gelebt hat, wurde gefilmt in einem im 34. Stockwerk gelegenen Penthouse von der FOCS Building.

Vor der Veröffentlichung des Filmes waren der Regisseur Tomás Gutiérrez Alea und der Hauptdarsteller Sergio Corrieri besorgt, dass der Film nicht erfolgreich würde weil er mit geringen technischen Mitteln und niedrigen Produktionskosten hergestellt wurde; Alea fürchtete, dass dabei seine Vision nicht auf die Leinwand umgesetzt werden würde.
Eine andere Besorgnis des Regisseurs war, dass Corrieri, der damals 28 Jahre alt war, aber in die Rolle eines 38-jährigen schlüpfen sollte, vielleicht zu jung aussehen würde. Alea und Corrieri arbeiteten zusammen, um Corrieri den "anderen Rhythmus" zu verleihen, den er brauchte, um bei dem Film zehn Jahre älter zu wirken. Dies wurde auf verschiedene Weise zu bewerkstelligen versucht, u. a. dadurch, die Haare von Corrieri grau zu färben. Hanna, Sergios lange vermisste Liebe in dem Film, sollte eigentlich eine größere Rolle spielen, aber die Schauspielerin wurde schließlich nach dem Casting als unprofessionell abgestempelt.
Wegen des politischen Aufruhrs zwischen den USA und Kuba zu dieser Zeit, lehnte die US-Regierung Aleas Besuchsvisum 1970 ab, als er versuchte die USA zu besuchen, um verschiedene Auszeichnungen, die er für den Film gewann, abzuholen. Sie begründeten dies mit dem Trading with the Enemy Act. Sergios Apartment im Film war ein Penthouse im FOCSA Gebäude.

## Adaption des Romans auf den Film
Die Filmadaption wurde generell als eine Verbesserung des Romans angesehen. In einem Interview von 1999 sagte Sergio Corrieri: "Ich denke, dass Erinnerungen an die Unterentwicklung einer von wenigen Fällen ist, wo der Film besser ist als der Roman, weil es normalerweise andersherum ist. Fast jede Verfilmungen eines Romans kommt zu kurz, aber dieser Film überschreitet den Roman." Alea erklärt in einem Interview mit Cineaste im Jahre 1977, dass ab einem gewissen Punkt des Romans "etwas verraten, abgelehnt und in etwas anderes transformiert wurde", damit das Werk als Film erfolgreich würde. Alea kommentiert, dass Desnoes sich bewusst war, dass sein Buch beim Verfilmen geändert würde. Der Schriftsteller hatte schließlich an den Dreharbeiten teilgenommen und  wertvolle Vorschläge eingebracht. Desnoes kommentiert, dass der Film ein Niveau von künstlerischem Wert hatte, dass der Roman nicht gebracht hatte, weil Alea "eine Welt, die formlos und noch sehr abstrakt in dem Buch war objektivisiert hatte", indem er "soziale Dichte" hinzufügte. Desnoes sah sich selbst als Diskussionsteilnehmer an einem runden Tisch.

## Rezeption
Weil viele Kubaner bereits eine revolutionäre Mentalität hatten zu der Zeit, als der Film veröffentlicht wurde, wurde der Film mehr als eine Repräsentation eines nicht mehr aktuellen Gedankenstroms gesehen. Erinnerungen an die Unterentwicklung war populär in den Vereinigten Staaten. Viele amerikanische Kritiker waren "entsprechend beeindruckt von den Film als ein stilistisches Meisterwerk, wie auch als ein geschicktes und kompliziertes Porträt eines neutralen Intellektuellen mit bürgerlichen Hintergrund, der in dem Wirbel des revolutionären Wandels und der Bedrohung nuklearer Auslöschung in der Kuba-Krise mitgerissen wurde." In einem Interview mit dem Cineaste Magazine im Jahre 1977, sagte Alea, dass der Film "generell in den USA viel besser verstanden und beurteilt wurde, weil die Leute den Versuch wahrgenommen hatten, die bürgerliche Mentalität zu kritisieren." Alea war überrascht, dass so viele Leute den Film mehrmals gesehen hatten.
Der Film wurde für die Vorstellung als Teil der Cannes Classic Sektion im Cannes Film Festival 2016 ausgewählt.